# Curtea de Apel Alba Iulia
Curtea de Apel Alba Iulia este una din cele 16 curți de apel din România.

## Competența teritorială
- județul Alba
- județul Hunedoara
- județul Sibiu

## Secții
- Secția civilă I
- Secția civilă II
- Secția contencios administrativ și fiscal
- Secția penală

## Istoric
Construcția în care se află în prezent sediul Curții de Apel Alba Iulia este situată în centrul vechi al municipiului Alba Iulia și a fost edificată la începutul sec. XX, pe un teren donat de " Consiliul comunei urbane Alba Iulia ", destinată Tribunalului, Parchetului și Judecătoriei mixte. Clădirea a fost folosită cu această destinație până în anul 1968, când a fost preluată de fostul sfat popular al raionului Alba, schimbându-i-se la acea dată destinația în sediu pentru fostul comitet județean de partid.
După Revoluția din decembrie 1989 asupra acestui imobil s-au intabulat succesiv Primăria județului Alba, Consiliul județean Alba și Prefectura județului Alba, ultima instituție având conferit dreptul de administrare în temeiul Hotărârii Guvernului României nr.706/1994.
În anul 2001, Ministerul Justiției a urmărit redobândirea dreptului de administrare asupra Palatului de Justiție, acționând în judecată Prefectura Județului Alba și Consiliul Județean Alba însă, în apel, Ministerul Justiției a renunțat la judecată.
Prin Hotărârea Guvernului nr.866/18.08.2010 imobilul a revenit în administrarea Ministerului Justiției, pentru Curtea de Apel Alba Iulia iar prin Hotărârea Guvernului nr.145/21.03.2018 Palatul Justiției din Alba Iulia a fost transmis în administrarea Curții de Apel Alba Iulia.